# 崔述强
崔述强（1963年5月—），北京市人。男，汉族。1988年9月加入中国共产党，1985年7月参加工作，北京财贸学院工商行政管理专业大学毕业，经济学博士，高级经济师。曾任中共北京市委常委、秘书长，现任北京市政协副主席。

## 简历
1994年起，历任北京市工商局党组成员、副局长，北京市统计局党组书记、局长等职务。
2009年2月，任中共北京市委副秘书长、办公厅常务副主任；2013年7月起，任中共北京市委副秘书长、办公厅主任；2015年6月，任中共北京市海淀区委书记。
2017年6月23日，在中共北京市第十二届委员会第一次全体会议上当选为中共北京市委常委。7月21日，中共北京市委决定崔述强不再担任中共海淀区区委委员、常委、书记，于军接任。
2020年3月27日，北京市十五届人大常委会第二十次会议任命崔述强为北京市人民政府副市长。
2022年1月，任北京市政协副主席。同年6月，不再担任中共北京市委常委。